# Esmeralda Gijón Zapata
Esmeralda Gijón Zapata (Madrid , 1913 - Teherán, 1968) fue una arabista española destacada, especialista además en la obra de Tirso de Molina

## Biografía
Nacida en 1913 en Madrid, en un ambiente familiar ilustrado, era hija de Manuel Gijón, un conocido sastre formado en París que había instalado su taller y domicilio familiar en un edificio de la Carrera de San Jerónimo. Igual que sus hermanos, accedió a la enseñanza superior licenciándose en Filosofía y Letras en 1931 con Premio Extraordinario a la edad de 18 años. Era alumna de Miguel Asín Palacios y estaba estudiando las Tafsiras del Mancebo de Arévalo cuando se embarcó en el crucero universitario por el Mediterráneo de 1933.
Al finalizar el viaje se convocó un concurso de diarios en el que resultaron ganadores los de Carlos Alonso del Real, Manuel Granell y Julián Marías. No obstante, en el libro «El sueño de una generación» aparece inédito el «Diario de un viaje a Oriente» de Esmeralda Gijón Zapata que es hasta la fecha el único diario que se conoce escrito por una de las mujeres que participaron en la singladura. El texto refleja la forma de pensar de las españolas que habían accedido a la Universidad en una época de recién estrenada República. A lo largo de las páginas del diario va relatando no sólo lo que ve sino la emoción que le produce cada visita, en ocasiones se siente defraudada, en otras sobrepasada, siempre curiosa e interesada, absorbiendo, disfrutando y viviendo cada momento. Destacan las páginas dedicadas a las escalas que se hicieron en países islámicos, es aquí donde más se recrea en la descripción de todo lo que ve y lo que siente, así como también en la visita a los Santos Lugares dará muestras de sus profundas convicciones religiosas.
En 1934 solicitó una beca a la Junta para Ampliación de Estudios para desplazarse a Fez a fin de perfeccionar su Árabe Vulgar. Se doctoró en 1958 con su tesis doctoral dirigida por Dámaso Alonso sobre "El humor en Tirso de Molina". Durante la Guerra estuvo oculta en Argamasilla de Calatrava y al finalizar la contienda ingresó en el Cuerpo Facultativo de Archiveros, Bibliotecarios y Arqueólogos, en la Biblioteca del Palacio Real de Madrid, puesto en el que permaneció hasta 1960, año en que cesó voluntariamente para aceptar una beca de ampliación de estudios del Gobierno Persa.  Entre 1960 y 1968, año en que falleció, residió en Teherán mientras profundizaba en la documentación sobre los manuscritos persas conservados en el Palacio Real así como en la traducción del Shāhnāma o Libro de los Reyes, la gran obra de Ferdousí, al castellano. Su muerte sigue siendo un misterio. Su amiga, la también arabista Manuela Manzanares, afirmó poco antes de morir que tenía la absoluta certeza de que Esmeralda había sido asesinada.
La temática de las obras de Esmeralda Gijón Zapata resulta sorprendente, además de sus trabajos como arabista también se especializó en la obra de Tirso de Molina.

## Reconocimientos
En 2020, fue incluida dentro del proyecto "Mujeres Investigadoras en los Archivos Estatales (1900-1970)" para la descripción archivistica y creación de un micrositio especifico en el Portal de Archivos Españoles (PARES), desarrollado entre 2020-2023. Este proyecto ha sido impulsado por la Subdirección General de Archivos Estatales, con el objetivo visibilizar la labor de investigación realizada en España por las mujeres en el intervalo 1900-1970 partiendo de los registros documentales que se conservan en los Archivos de Gestión de los AAEE del Ministerio de Cultura (el Archivo Histórico Nacional, el Archivo de la Corona de Aragón, el Archivo General de Simancas, el Archivo General de Indias, el Archivo de la Real Chancilleria de Valladolid, el Archivo General de la Administración y el Centro de Información Documental de Archivos).